# Metalia sternalis
Espèce
Metalia sternalis est une espèce d'oursins irréguliers de l'ordre des Spatangoida et de la famille des Brissidae.

## Caractéristiques
Ce sont des oursins irréguliers typiques de l'ordre des Spatangoida : de forme aplatie, leur bouche et leur anus se sont déplacés de leurs pôles pour former un « avant » et un « arrière ». La bouche se situe donc dans le premier quart de la face orale, et l'anus se trouve à l'opposé, tourné vers l'arrière. La coquille (appelée « test ») s'est également allongée dans ce sens antéro-postérieur.
Vivant, cet oursin est de couleur crème, avec cinq taches noires sur la face aborale (trois devant et deux derrière). En captivité il dépasse rarement 4,5 cm, mais dans son environnement il peut atteindre 10 cm. Il est couvert d'un tapis de piquants courts, fins et très mobiles, mais aussi d'un petit nombre de piquants plus longs et légèrement courbes.
On le distingue des autres espèces de son genre par le fait que ses deux pétales postérieurs sont coalescents au niveau de l'apex. 

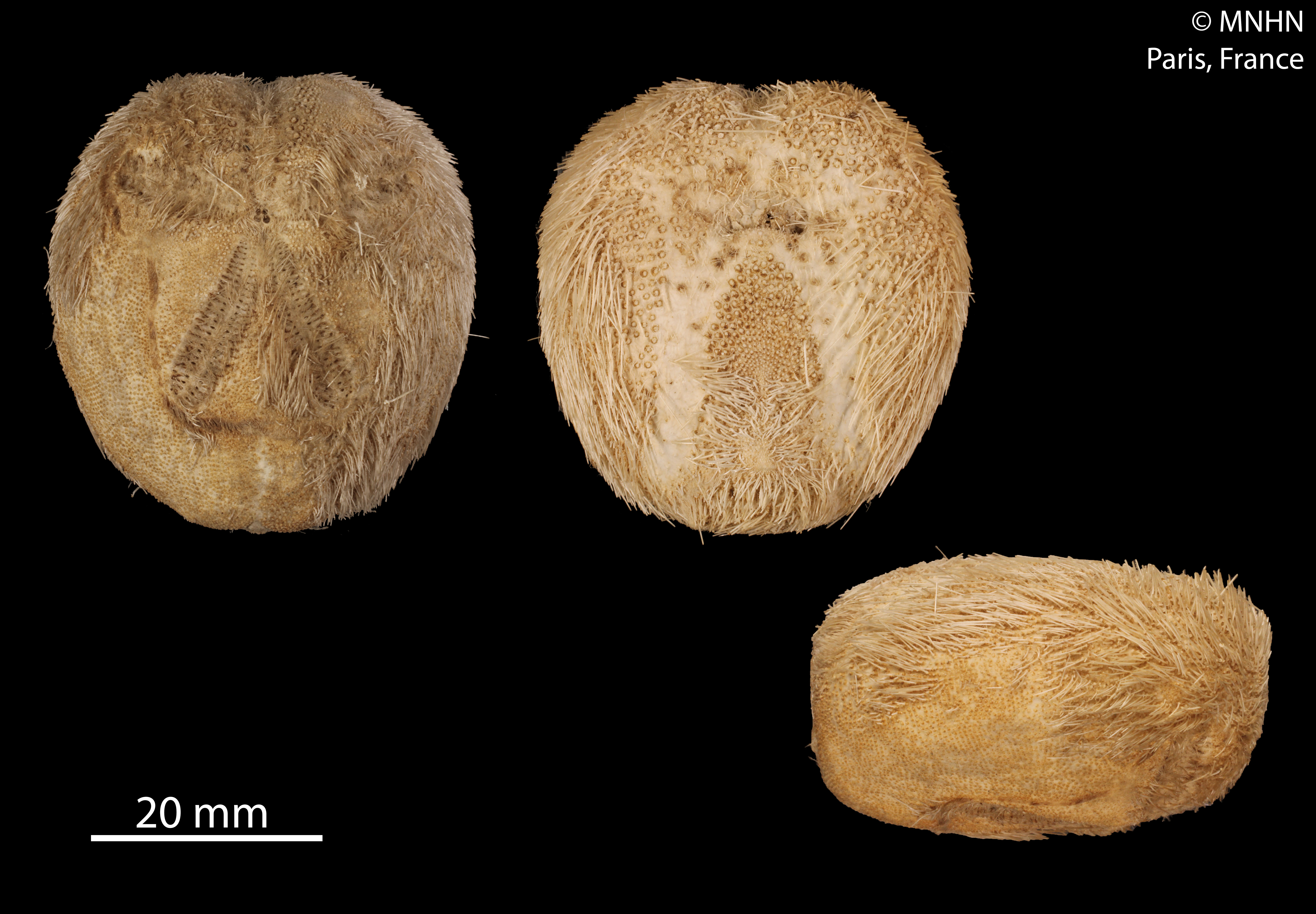
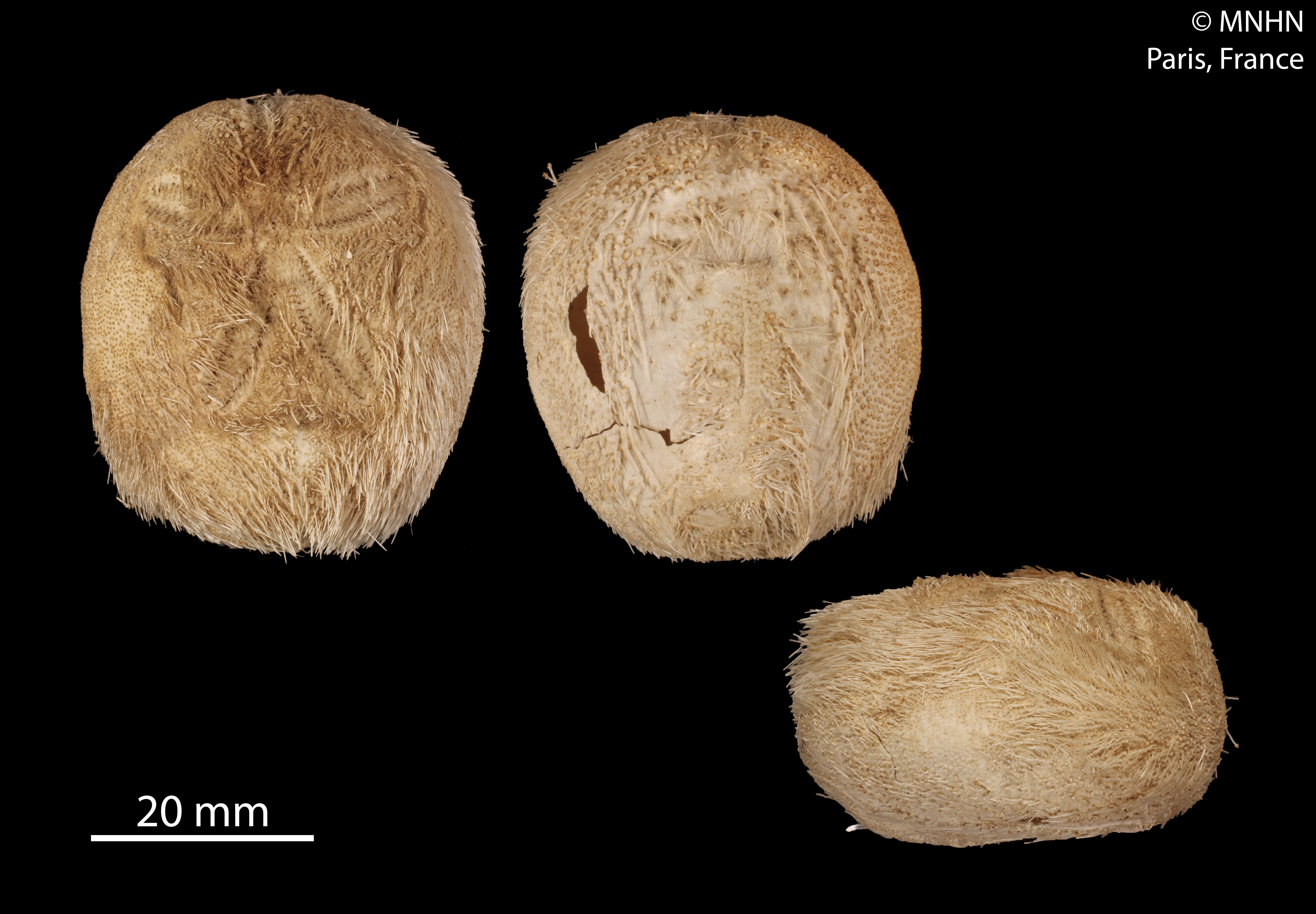
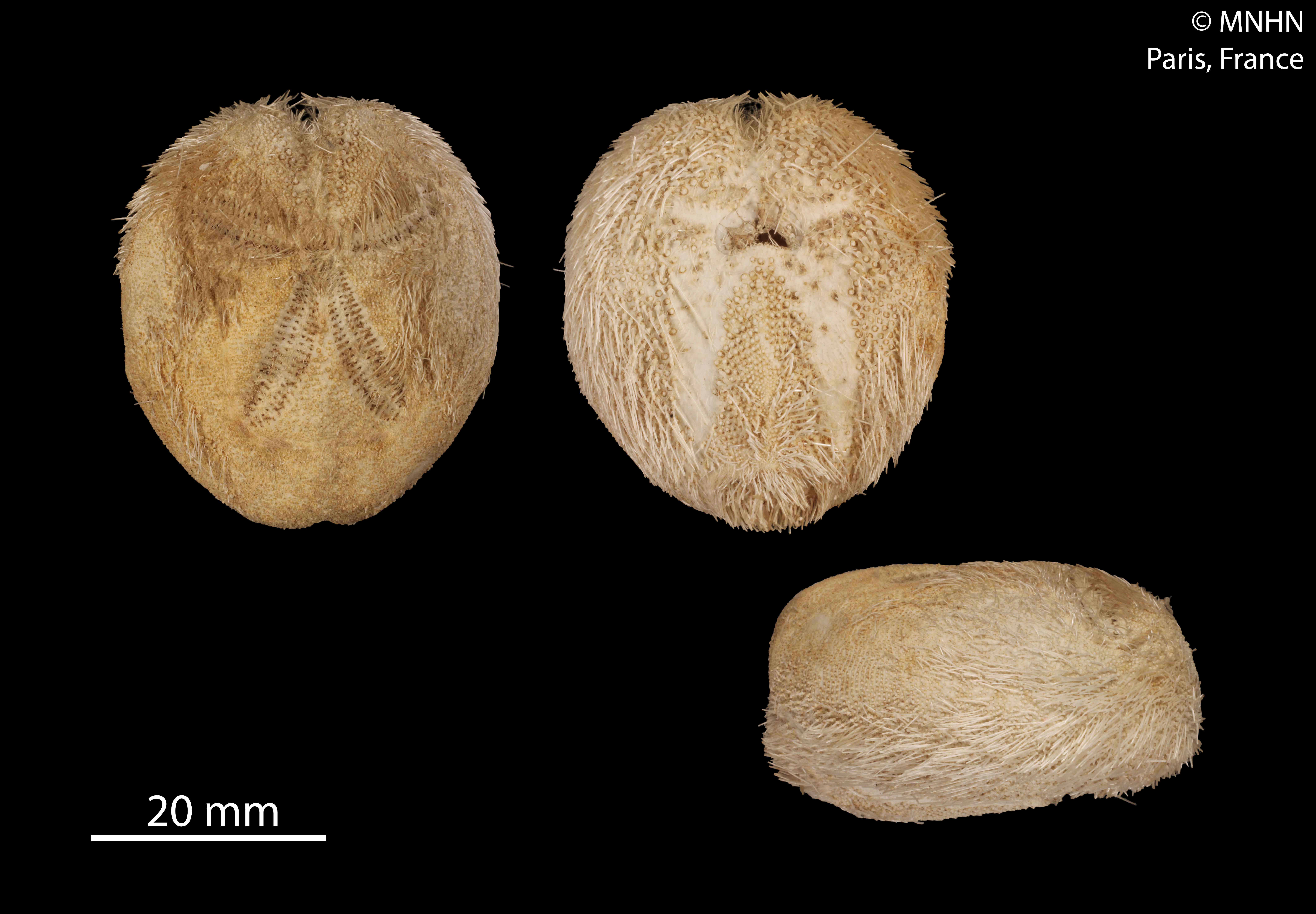
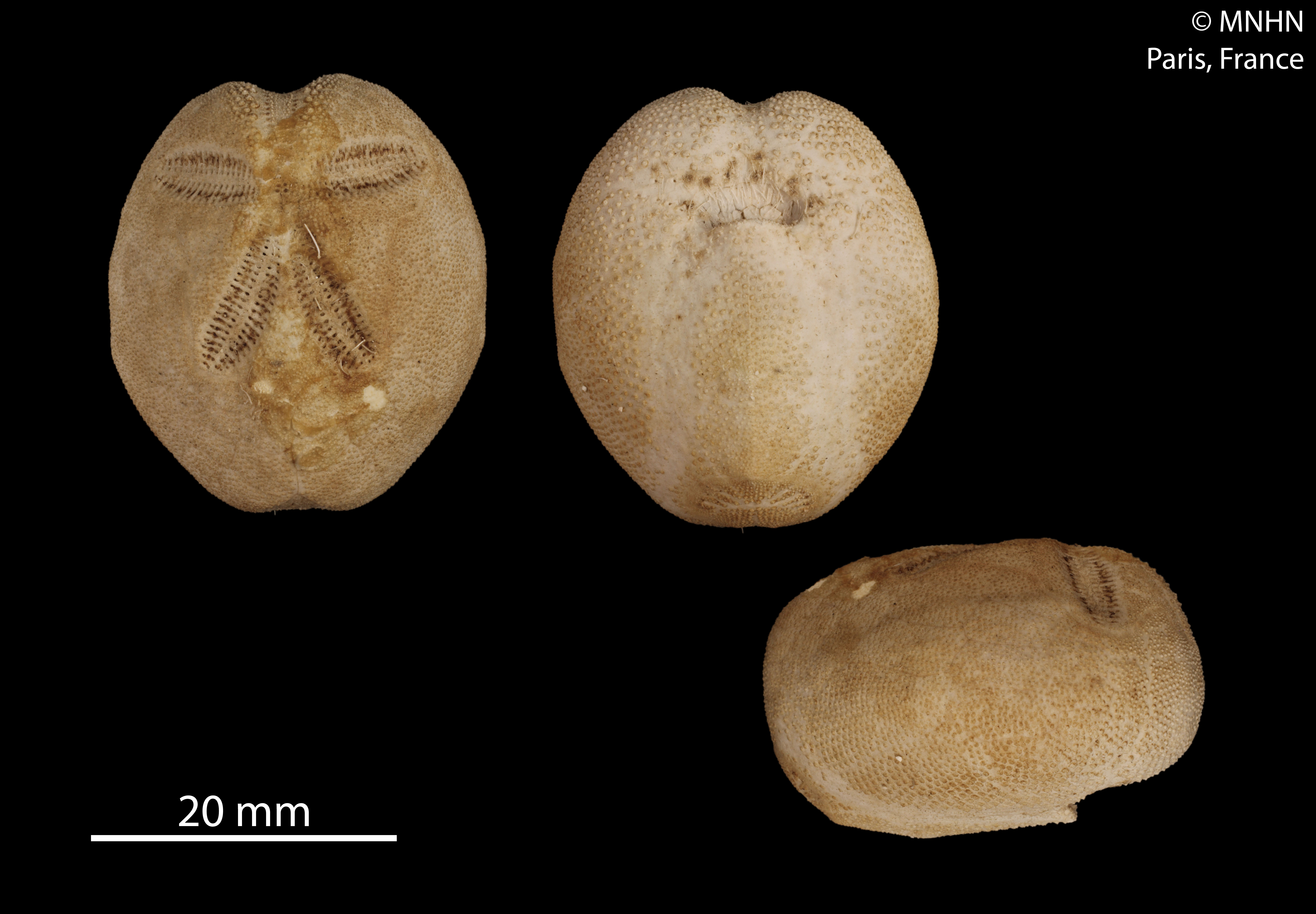

## Habitat et répartition
Ce sont des oursins fouisseurs, vivant enterrés dans le sédiment qu'ils filtrent pour se nourrir : ils sont donc rarement vus vivants.
cette espèce se retrouve dans tout l'océan Indien, de la côte est-africaine aux Philippines et à la Nouvelle-Calédonie, entre la surface et 90 m de profondeur.

## En aquarium
Cet oursin est parfois utilisé en aquariophilie récifale, pour labourer et purifier le sédiment, mais sa maintenant est considérée comme assez complexe.